# Lidová architektura na Slovensku

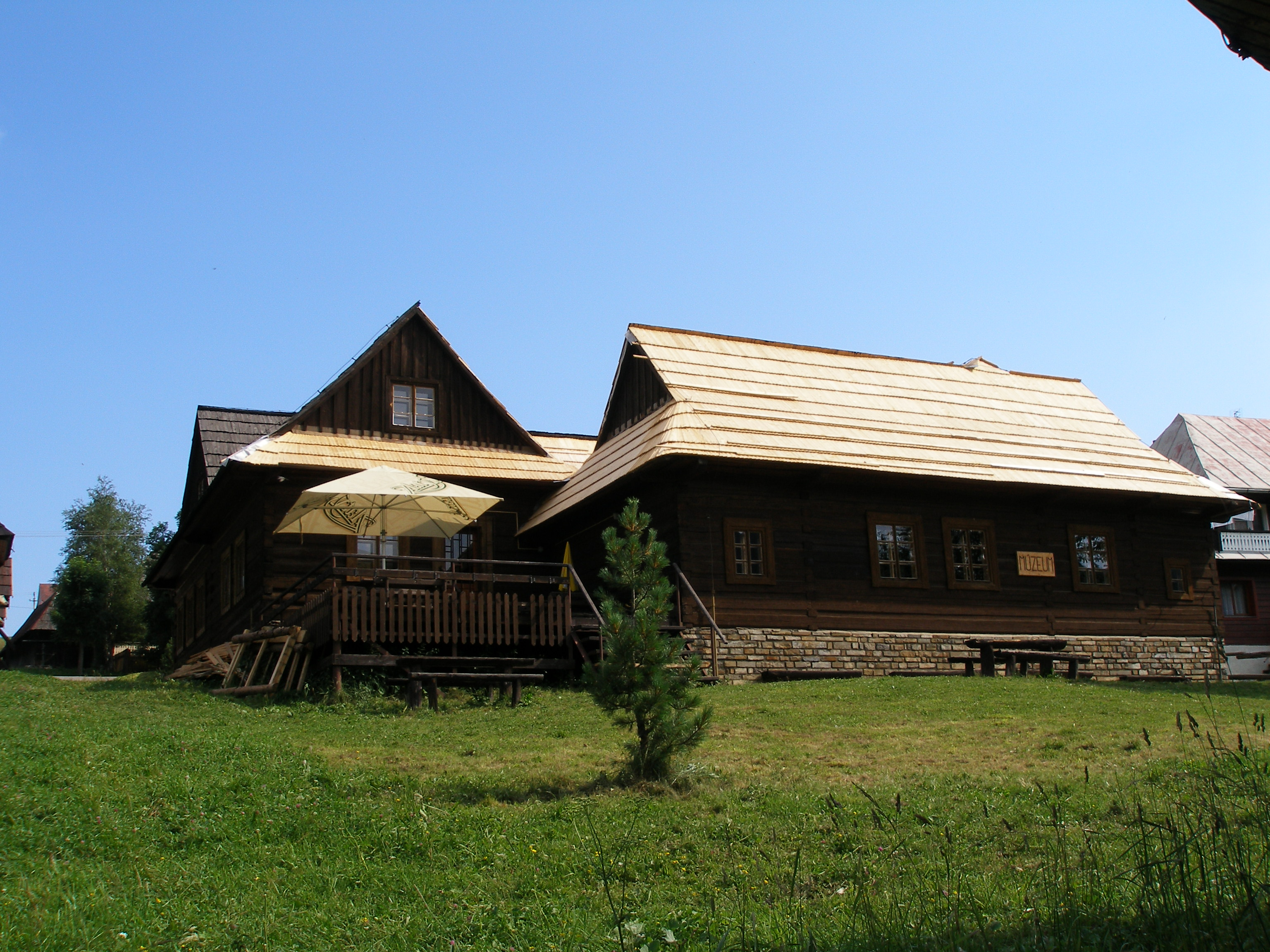
Dřevěnice ve Ždiaru

Lidová architektura je projev stavební činnosti s vlastnostmi v určité oblasti, stavěná většinou svépomocí. Přesné vymezení tohoto pojmu je však problematické a dost relativní.  Díky geografické poloze Slovenska na styčných bodech různých kultur a díky různorodé geomorfologii, charakterizuje slovenskou lidovou architekturu velká výrazová pestrost a bohatost prvků a forem. Na Slovensku se na stavbu budov používala především hlína a dřevo, přičemž Slovensko lze rozdělit na dvě základní oblasti, podle dostupnosti těchto materiálů z místních zdrojů.  Mnohé objekty slovenské lidové architektury jsou památkově chráněné, nebo dokonce zapsány do seznamu světového kulturního dědictví UNESCO.

## Charakteristika
Lidová architektura na Slovensku byla během celých dějin odolná vůči módním slohovým vlivům a primární roli hrála vždy funkce. Zdobení se týkalo především uliční fasády a vstupů. V rámci urbanismu se domy lišily jen málo a to právě ornamentálními projevem. Lidová architektura je silně navázána na prostředí, v němž vyrůstá, hlavně materiálně. Tvoří harmonický součinnosti s přírodou a poskytuje vynikající podmínky pro bydlení i ve srovnání s novými domy. Nové nikdy samoúčelné nevytlačilo staré, ověřené stavební postupy opakovaly. Příklady lidové architektury lze nalézt ve skanzenech, ačkoliv už ne v původním prostředí.[zdroj?]

### Funkčnost
V lidové architektuře byla funkčnost vždy nejdůležitější. Žilo se převážně venku a tak nebylo třeba stavět velké obytné budovy. Zděné i roubené konstrukce nabízely vysokou variabilitu v případě potřeby přístaveb nebo dělení prostoru příčkami.[zdroj?]

### Splynutí s přírodou
Lidová architektura je charakteristická svým přizpůsobováním se prostředí. Nikdy nebojovala s přírodou, ale stala se její součástí. Byla stavěna z místních materiálů, které byly snadno dostupné a nepotřebovali dlouhou a náročnou přepravu. Stavělo se s ohledem na povětrnostní podmínky a využívalo se téměř všech výhod, které prostředí nabídlo. Nikdy se nedělali náročné terénní úpravy, terén se vyrovnával vysokou podezdívkou z kamene, která byla využita jako sklep. Dům byl postaven příčně do svahu, aby neztěžoval odtékající dešťové vodě. Dřevo, hlína i sláma jako základní stavební materiály mají dobré tepelněizolační vlastnosti a pomáhali tak, spolu s malými okny, šetřit na topení. Okna neměly tak dobré vlastnosti jako dnes, zato byly poměrně malé (žilo se venku, takže z hygienického hlediska vyhovovaly). Kontakt s prostředím i v zimě zabezpečoval veranda, nebo podstřešní pavlač.[zdroj?]
Také tvar střechy byl výrazně ovlivněn prostředím: v severněji oblastech byla střecha výrazněji, aby se na ní nedržel sníh a nezatěžoval konstrukci. Navíc byl štít řešený pomocí valby nebo doplněn polovalbou, podlomenicí (jednou nebo dvojitou), kuklou, případně kombinací těchto prvků. Kromě estetického hlediska to zlepšovalo aerodynamiku střechy a zmenšovalo tepelné ztráty i zatížení krovu větrem.[zdroj?]
Platilo známé postav dům - zasaď stroma vesnice byly a mnohé stále jsou doslova ponořené do zeleně. Strom dominoval asi na každém dvoře a zahrada byla uzavřít užitkovými dřevinami.[zdroj?]

### Estetika
Lidová architektura byla proporcionální. Zpravidla dominovala střecha, která měla v oblasti vždy stejný sklon (v případě Oravy 49 - 51 stupňů). Střecha byla osazena většinou asymetricky a štít byl oddělen od spodní části stavby (římsou, podlomenicí, změnou materiálu, pavlačí), čímž se zvýraznila střecha a dům celkově působil dobře. Příležitostí pro výtvarné vyžití se našich předků poskytovala zejména uliční fasáda, pavlače, nadpraží dveří, ostění oken. Originální jsou zdobené sruby v Čičmanech.[zdroj?]
Zeleň vždy doplňuje architektuře na kráse a v lidové architektuře to platilo dvojnásob.[zdroj?]

## Pec
Důležitou součástí lidových staveb bylo ohniště, které bylo nejdůležitější součástí kuchyně. Zpočátku to byly otevřené ohně v pokoji. Poté se ohniště přesunulo do předsíně a v pokoji zůstala jen "čelist" a "dymník". Nakonec Konečně se do předsíně přesunula celá kuchyň. V pokoji zůstaly jen sporáky, na kterých se vařilo v zimě. Podle regionů byly pece odlišeny, zpravidla tvořily výrazný prvek interiéru a důležitou praktickou součást domu.[zdroj?]

## Druhy lidových staveb
- Obytné
- Hospodářské salaše, humna, stáje, chlévě, stodoly, sklepy, ...
- Výrobní mlýny, hrnčířské domy, pekárny, kovárny, výhně, ...
- Sakrální kapličky, kostely, boží muky, zvonice, ...
- Veřejné mosty, lávky, převozy, hatě, ...

## Dělení podle oblastí

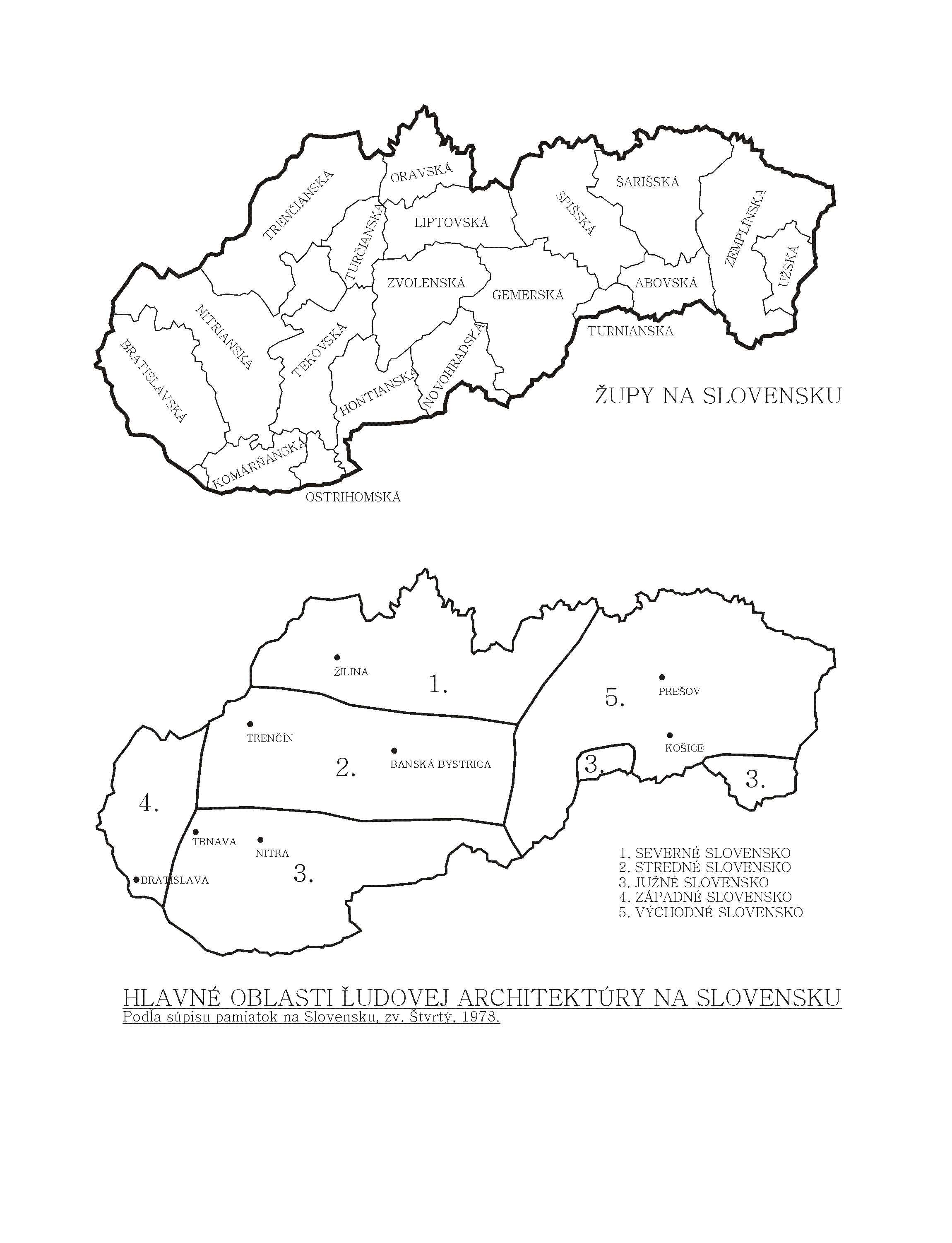
Hlavní oblasti slovenské lidové architektury

Slovensko tvoří z hlediska lidové architektury styčná území více typů stavění. Na Slovensku se používaly dva stěžejní materiály: hlína a dřevo. Dřevo se používalo hlavně v severních, zalesněných částech Slovenska, hlína spíše v jižních oblastech. Slovensko můžeme rozdělit na 5 hlavních oblastí, z nichž každá má množství podskupin a regionálních zvláštností. Hranice těchto oblastí jsou však nejednoznačné a u různých autorů se mohou lišit, protože se prolínají a tvoří široké styčná území.[zdroj?]

### Jižní Slovensko
Centrum je v Panónii a Potisí. Dolní toky řek (okolí Váhu, Dunaje a na Žitném ostrově) poskytovaly mnoho sprašové hlíny a vrbových hájů. Stěny domu byly buď vyplétány prutem a omazávány hlínou, nebo se hlína ubíjela. Často se stavělo i ze sušených cihel. Podezdívka byla podobně jako v severní oblasti - kamenná. Půdorys dodržoval tradiční trojprostorové schéma: pokoj - předsíň - komora, s řazením do hloubky pozemku. Nebylo to však vždy pravidlem, často se vyskytovaly domy orientované delší stranou do ulice nebo "úhlové domy" (tvar L).[zdroj?]
Vyskytuje se i typ domu "s portikem", který může mít menší formy, ale může i lemovat celou délku domu (podstienok - přístřeší či podloubí?). Výrazným znakem je také motiv pravidelného opakování prvků. Portiky a podstienky se lze vyvinuly ze žudra: výpustku při vstupu do domu, který chránil vstup a zároveň ho zvýraznil a dekoruje. Jeho původ je pravděpodobně románský, ale často můžeme na něm najít výskyt lidového baroka nebo lidového klasicizmu. Hladce omítnuté stavby byly často bělené vápnem, ale omítka mohla mít i jiné odstíny. Hlavně podezdívka se často barvila modrou, černou, okrovou nebo rumělkově barvou. Střecha byla valbová, později sedlová, pokrytá rákosem nebo slámou.[zdroj?]

### Západní Slovensko
Je to oblast na sever od Bratislavské a západně od Nitranské stolice, v podstatě jde o dnešní Záhorie. V. Mencl považuje toto území za součást moravsko-panonské kulturní oblasti (Záhorie, jižní Morava, Podunajská nížina, část Dolního Rakouska a velká část Maďarska. Jednotlivé prvky architektury byly v těchto oblastech podobné. Byly zde hranice Římské říše a jádro Velké Moravy, což má z historického hlediska velký význam i ve vývoji architektury. V minulosti Záhorie obývali zejména Chorvati a Habáni z Německa. Kulturním centrem byla Skalica.[zdroj?]
Domy jsou zpravidla orientovány kratší stranou do ulice, někdy jsou však postaveny i podélnou stranou k ulici, hlavně v severních částech Záhorie. Pro usedlosti je charakteristické, že nemají stodoly ve dvorech. Ty jsou soustředěny za vesnicí nebo v jednom společném stodolišti (dřevěném, zděním nebo kombinovaném). Na Záhoří jsou také nepravidelné Kopanice.[zdroj?]
Jsou indicie, že v dávné minulosti se stavěly dřevěné domy, ale Záhorská lidová architektura je dnes známá svými vyspělými zděnými domy s převážně sedlovou střechou a zděnými deskami, které byly někdy poznamenány vlivem baroka, co je charakteristické pro jižní Moravu . Domy měli světle nebo bílou barvu. Dají se rozpoznat i podle zdění výpustku, který chránil a zdůrazňoval vstup. Pro Myjavu a její široké okolí je zase typický tzv. "dům s výškou".[zdroj?]
Celkově osobitým typem bydlení na Záhoří byl habánský dům.[zdroj?]
Dnes lze najít pěkné příklady záhorácké lidové architektury v památkových rezervacích Plavecký Peter a Velké Leváre.[zdroj?]

### Střední Slovensko

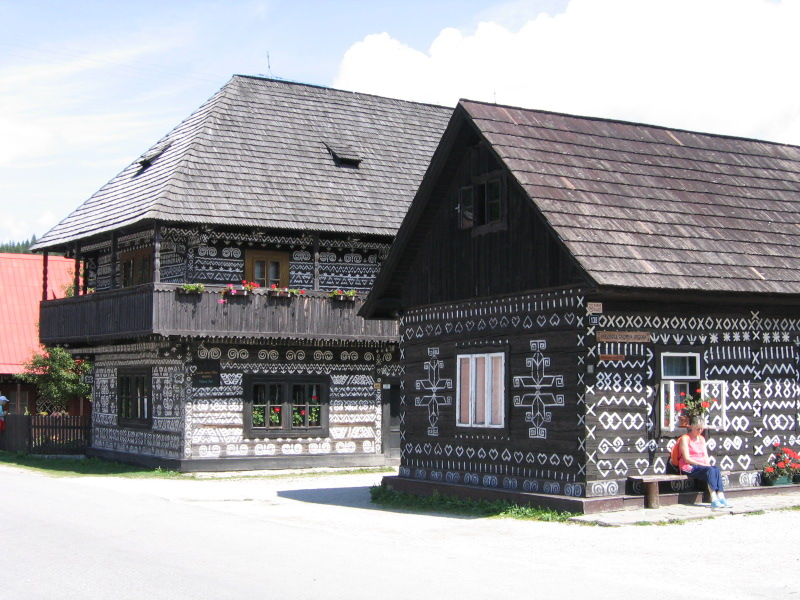
Malované domy v Čičmanech

Střední Pováží, Horní Nitra, částečně Turiec, severní část Tekova, bývalá Zvolenská stolice, část Nonohradu a Západní Gemer. Používají se oba základní stavební materiály - hlína i dřevo. Vyskytovaly se také domy ve tvaru L, dvůr do ulice byl uzavřen zděnou branou. Stavěly se zde i sdružené domy se společnou předsíní nebo dvorem, případně se domy spojovaly hřbetní stěnou pod společnou střechu. Vznikaly tak dvojdomy, případně čtyřdomy. Ze dřeva se vytvářela srubová nebo sloupková konstrukce. Trámy byly nejdříve netesané, pak tesané z vnitřní strany a nakonec z obou stran. Spáry se ucpávali mechem a hlínou a překrývaly latěmi. Dřevěné konstrukce se zřídka zevnitř omítala hliněném omítkou. Stavebním materiálem však byla i surová cihla nebo lomový kámen a tehdy se stěny zpravidla omítali. V kopcovitém terénu měl dům vysokou podezdívku, že byl stavěn vždy kolmo na vrstevnice, aby co nejméně bránil stékání vody dolů svahem. V takové podezdívce byl prostor i na pivnici, která byla přístupná nejčastěji z průčelí. Sklepy se však o něco později začali stavět samostatně jako sýpky, kvůli požárům, které poměrně často zasahovali vesnice. V sýpce se skladovaly hlavně potraviny a v podstřeší části nářadí, případně i šatstvo. Občas také sloužila jako nouzové bydlení. Dispozice domu je trojprostorová řazená do hloubky pozemku: pokoj - předsíň - komora. Pec s otevřeným ohništěm stála nejdříve v pokoji, později se přesunula do předsíně, v niž se jejím rozdělením přeměnila na černou kuchyni. Komora se častokrát změnila na obývací pokoj, případně se nad ní vytvořila další komora v podstřeší (Dolní Orava, Čičmany). Střechy byly převážně sedlové s doškovým štítem, případně i podkružím nebo valbové. Byly kryté šindelí, slámou, později pálení krytinou. Hospodářské stavby mohly být roubené, ale i z kombinovaného materiálu.[zdroj?]
Střední Slovensko mělo poměrně homogenní architekturu, můžeme zde však nalézt i zvláštnosti, jako jsou zejména malované domy v Čičmanech, nebo dřevěný patrový hornického dům z dob německé kolonizace v oblasti Kremnice.[zdroj?]

### Severní Slovensko

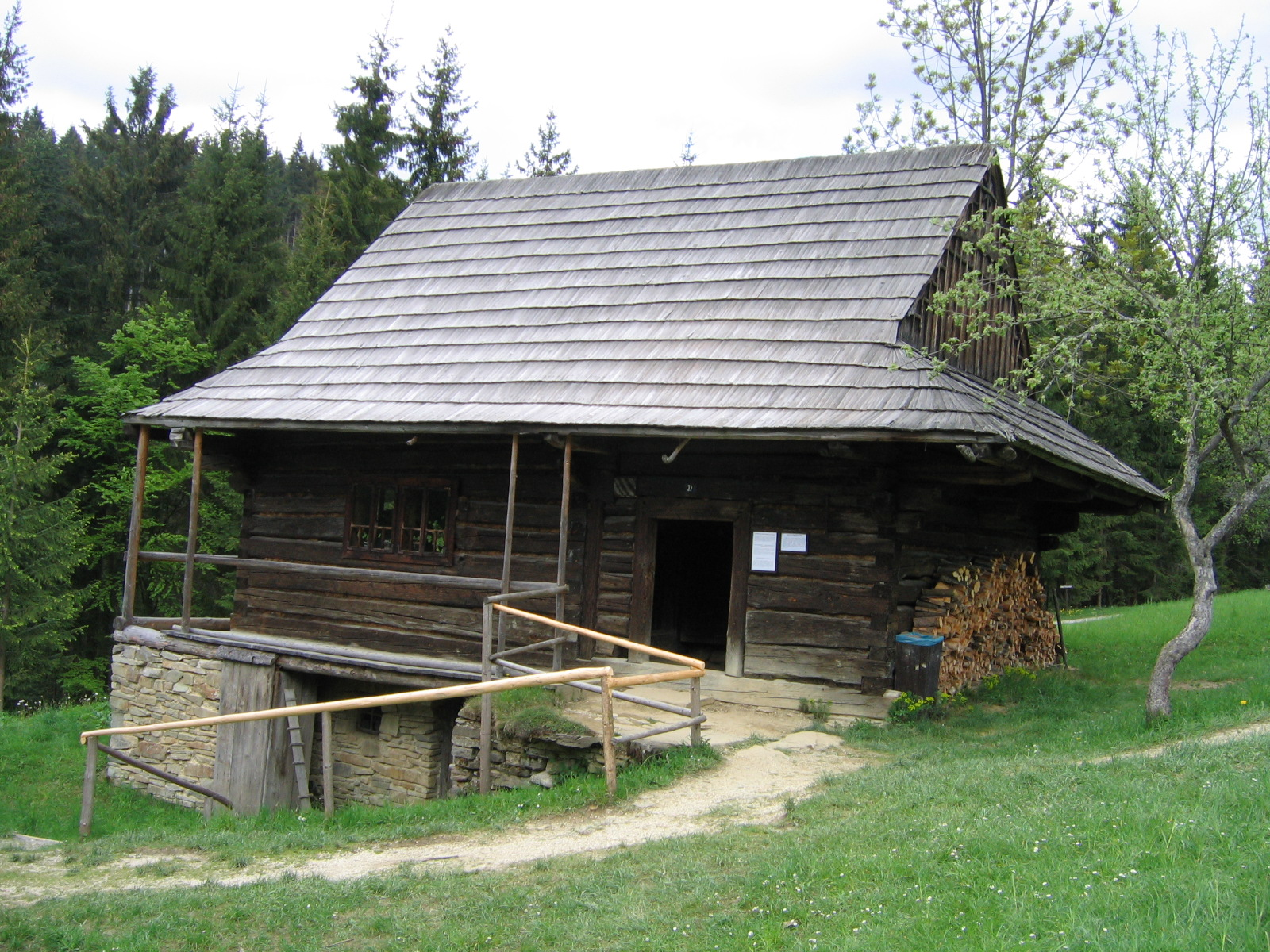
Obytná budova z Kysuce, muzeum kysucké dědiny

Dřevo v severních oblastech je tvárné a snadno zpracovatelné, dostupné, má vynikající fyzikální vlastnosti a dlouhou životnost. Kámen se používal jen na základy nebo stavbu sklepů. Spáry mezi mezerami srubových staveb se nejčastěji ucpávali mechem a překrývaly žrďovinou(?) nebo latěmi, někde zvanými záhlobky. Zřídka se sruby omazávali hlínou. Nosníky se někdy bílili vápnem. Častá je šindelová střecha. Dispoziční jednotkou byl dvojprostor. Dispozice částečně ovlivnil a obohatil typ polského domu. V takovém dvojprostoru bývala jedna nebo dvě rodiny, tehdy měl dům přístupné dva pokoje po obou stranách předsíně, komora zde nebyla ("dům o dvou koncích"). Ta se pak vytvářela buď předělením předsíně nebo přičleněnim po celé délce domu a pak byla přístupná z předsíně. Výtvarné zdobení se i zde soustředilo na čelní, uliční fasádu. Zdobily se sdružená okna, nadpraží dveří. Štít měl vysokou podlomenici, nebo se dělal deskový štít, uspořádaný klasovitě nebo vějířovitými. Měl kuklu nebo polovalbu. Turzovská (valašská) kolonizace přinesla dvojí zalomení štítu podlomenicí.[zdroj?]

#### Orava
Na Oravě bylo řídké osídlení z doby gotiky převrstvené valašskou kolonizaci, od konce 17. století se znovu míchala s mnoha etniky z jižního Slovenska. Na Oravě vznikla tak složitá a těžko analyzovatelná situace, jako nikde jinde na Slovensku. Zatímco pro ostatní Slovensko, hlavně jižní oblasti, je typická homogennost, na Oravě to vůbec neplatí. Nacházíme zde pestrost a rozmanitost forem, spadající dnes do 4 oblastí:
- Dolní Orava, od Kraľovan a Jasenové po Oravský Podzámok.
- Horní Orava, od Oravského Podzámku po Trstenou.
- Zamaguří, od Hruštín s údolím Bílé Oravy a okolím Námestkova.
- Goralská oblast, v oblasti Pílska, Babí Hory a Západních Tater.

Zatímco Dolní Orava má svůj obraz i na Liptově a Kysucích a podobně jako na Horní Oravě a Zamaguří byly hospodářské objekty řešeny formou přístaveb, tak goralská oblast je zcela jiná. Její vyvrcholení nacházíme v podbeskydské a podhaľańské architektuře v Polsku. Hospodářské budovy jsou spolu s obytnou budovou pod společnou valbovou střechou, nebo střechou s velmi vysokou podlomenicí. Na dolní a horní Oravě byly časté střechy s vysokou nebo nižší podlomenicí a kuklou. V Zamaguří je to několik typů střech: buď je štít řešen pouze podlomenicí, nebo je obohacen ještě polovalbou (slanický typ), případně je štít dvakrát zalomený (dvojitá podlomenice) a ukončen kuklou (Hruštínský typ).[zdroj?]

#### Kysuce
Památky kysucké lidové architektury jsou v Muzeu kysucké dědiny, které je v části Vychylovka obce Nová Bystrica, v údolí Chmúra, které je součástí Chráněné krajinné oblasti Kysuce.  

#### Liptov
Památky liptovské lidové architektury jsou v Muzeu liptovské dědiny, které je  který v Pribylině.

### Severovýchodní Slovensko
Spiš, Šariš, Zemplín a částečně Gemer. V severněji oblastech se používalo dřevo, v jižnějších zase nepálené cihly. Někdy se tyto materiály potkávaly na jedné stavbě. Architekturu zde ovlivnily i Lemkové, který byly nejzápadnějším rusínským etnikem. Jejich dům charakterizuje srubová konstrukce se slaměnou střechou. Dispozičně byly domy v severovýchodním Slovensku dělené na klasický trojprostor, za kterým následovala stodola (pleveň). V případě svažitého terénu se také používala vysoká podezdívka.[zdroj?]
Největším klenotem této oblasti jsou však nepochybně dřevěné kostelíky z 18. století, některé dokonce ze středověku.[zdroj?]
Ve Staré Ľubovni je Ľubovniansky skanzen, ve kterém jsou památky lidové architektury ze Spiše a severozápadního Šariše, včetně řeckokatolického dřevěného kostela z Matysové, z roku 1833.

## Rezervace lidové architektury
Údaje jsou k 24. 2. 2009 podle Památkového úřadu Slovenské republiky
| Památkové rezervace lidové architektury | Rok vyhlášení | Počet kulturních památek |
| --------------------------------------- | ------------- | ------------------------ |
| Brhlovce                                | 1983          | 25                       |
| Čičmany                                 | 1977          | 36                       |
| Osturňa                                 | 1981          | 157                      |
| Plavecký Peter                          | 1990          | 28                       |
| Podbiel                                 | 1977          | 56                       |
| Sebechleby                              | 1981          | 89                       |
| Špania dolina                           | 1979          | 83                       |
| Veľké Leváre                            | 1981          | 25                       |
| Vlkolínec                               | 1977          | 75                       |
| Ždiar                                   | 1977          | 183                      |